# Hardthof (Kernen im Remstal)
Hardthof ist eine abgegangene Ortschaft bei Rommelshausen, einem heutigen Ortsteil der Gemeinde Kernen im Remstal im Rems-Murr-Kreis in Baden-Württemberg.

## Lage
Im Jahre 1294 wurde der Wohnplatz urkundlich erwähnt als hof ze Hart. Der Hardthof befand sich zwischen Rommelshausen und Stetten, allerdings kann der genaue Standort nicht mehr ermittelt werden. Südwestlich der ehemaligen Hardtkelter (Gewann Bühle) wurden bearbeitete Steine und Dachziegel gefunden, die von dem Hof oder Nebengebäuden stammen könnten.

## Geschichte
Der Hof gehörte einst dem Prämonstratenser-Kloster Adelberg. Um 1340 war der Hof im Eigentum des Edelmanns Walter von Bernhausen, der den Hof an Tuwing von Esslingen veräußerte. 1412 gelangte der Hof im Zuge eines Tauschs gegen die Kirche St. Kalixen bei Weilheim an der Teck an das Haus Württemberg. Im Städtekrieg von 1450 zwischen den Reichsstädten und Graf Eberhard V. wurde das Gebiet schwer in Mitleidenschaft gezogen. 1457 wurde der Hardthof von dem völlig verschuldeten Grafen an die Gemeinde Rommelshausen verliehen. Die Gemeinde musste dem Grafen dafür 23 Gulden und 12 Heller entrichten. Rommelshausen verpachtete die Parzellen des Hardthofs an Bauern der Umgebung. In der Folgezeit ging der Hof ab.
Zum Hardthof gehörte die Hardtkelter. Diese wurde 1709 mit fürstlicher Bewilligung (durch die beiden Vormünder von Herzog Eberhard Ludwig) neu erbaut und 1870 abgebrochen. Von dem Gebäude sind keine Reste mehr sichtbar.

## Name
Der ganze Bezirk mit Einschluss der Felder von Oeffingen, Rommelshausen und Stetten im Remstal, somit die ganze Hochebene zwischen der Rems und dem Neckar bis an den Fuß des Kappelbergs scheint ehemals den Namen Hardt geführt zu haben. Die Bezeichnung soll von der früheren Ausdehnung des Hartwaldes kommen. Noch werden gewisse Bezirke bei Schmiden und Oeffingen „in dem unteren und dem oberen Hardt“ genannt.